# Beauregard-Baret
Pour les articles homonymes, voir Beauregard.
Beauregard-Baret est une commune française située dans le département de la Drôme, en région Auvergne-Rhône-Alpes.
Ses habitants sont dénommés les Beauregerois ou les Beauregardois[réf. nécessaire].

## Géographie

### Situation et description
La commune est traversée par le 45e parallèle nord. Elle est donc située à égale distance du pôle Nord et de l'équateur terrestre (environ 5 000 km).
Beauregard-Baret est située à 30 km de Valence et à 10 km de Bourg-de-Péage.

### Relief et géologie
Sites particuliers :
- Barandon (495 m)
- Col Alexandre
- Col des Cordeliers
- Col des Marchands
- Col de Sonnaize
- Coteau du Baret
- la Gardette (932 m)
- les Grands Essarts (993 m)
- les Temparts (734 m)
- Montagne de Mussan
- Montagne des Ussets
- Montagne du Sey
- Pas de la Pierre
- Pas de l'Aulagnier
- Pas Pourceau
- Passage du Tour
- Peyros (607 m)
- Pierre Rousse (873 m)
- Rocher de Chantemerle
- Rocher de Tête d'Homme
- Rochers des Jeries

### Hydrographie
La commune est arrosée par les cours d'eau suivants :
- le Bessey
- l'Isère
- canal de la Bourne
- ravin de Combin
- ravin de Darbonnet
- ravin de Font Fraîche
- ravin de la Dronne
- ravin de la Grand-Font
- ravin de l'Écalon
- ravin des Banchets
- ravin des Combes
- ravin des Demoiselles
- ravin des Fourches
- ravin des Goulets
- ravin des Lauses
- ravin des Livres
- ravin des Tourniers
- ravin de Tête d'Homme
- ruisseau de Béaure
- ruisseau de Sonnaize
- ruisseau du Loup

### Climat
Pour des articles plus généraux, voir Climat d'Auvergne-Rhône-Alpes et Climat de la Drôme.
En 2010, le climat de la commune est de type climat méditerranéen altéré, selon une étude du CNRS s'appuyant sur une série de données couvrant la période 1971-2000. En 2020, Météo-France publie une typologie des climats de la France métropolitaine dans laquelle la commune est exposée à un climat de montagne ou de marges de montagne et est dans une zone de transition entre les régions climatiques « Moyenne vallée du Rhône » et « Alpes du nord ». 
Pour la période 1971-2000, la température annuelle moyenne est de 11,6 °C, avec une amplitude thermique annuelle de 17,6 °C. Le cumul annuel moyen de précipitations est de 963 mm, avec 8,6 jours de précipitations en janvier et 5,8 jours en juillet. Pour la période 1991-2020, la température moyenne annuelle observée sur la station météorologique de Météo-France la plus proche, « Rochefort-Samson_sapc »sur la commune de Rochefort-Samson à 5 km à vol d'oiseau, est de 12,4 °C et le cumul annuel moyen de précipitations est de 1 024,4 mm,. Pour l'avenir, les paramètres climatiques de la commune estimés pour 2050 selon différents scénarios d'émission de gaz à effet de serre sont consultables sur un site dédié publié par Météo-France en novembre 2022.

## Urbanisme

### Typologie
Au 1er janvier 2024, Beauregard-Baret est catégorisée commune rurale à habitat dispersé, selon la nouvelle grille communale de densité à 7 niveaux définie par l'Insee en 2022.
Elle est située hors unité urbaine. Par ailleurs la commune fait partie de l'aire d'attraction de Romans-sur-Isère, dont elle est une commune de la couronne,. Cette aire, qui regroupe 30 communes, est catégorisée dans les aires de 50 000 à moins de 200 000 habitants,.

### Occupation des sols
L'occupation des sols de la commune, telle qu'elle ressort de la base de données européenne d’occupation biophysique des sols Corine Land Cover (CLC), est marquée par l'importance des forêts et milieux semi-naturels (58,8 % en 2018), en augmentation par rapport à 1990 (57,9 %). La répartition détaillée en 2018 est la suivante : forêts (54,4 %), terres arables (15,9 %), prairies (14,3 %), zones agricoles hétérogènes (8 %), milieux à végétation arbustive et/ou herbacée (4,4 %), zones urbanisées (1,4 %), eaux continentales (0,9 %), mines, décharges et chantiers (0,7 %). L'évolution de l’occupation des sols de la commune et de ses infrastructures peut être observée sur les différentes représentations cartographiques du territoire : la carte de Cassini (XVIIIe siècle), la carte d'état-major (1820-1866) et les cartes ou photos aériennes de l'IGN pour la période actuelle (1950 à aujourd'hui).

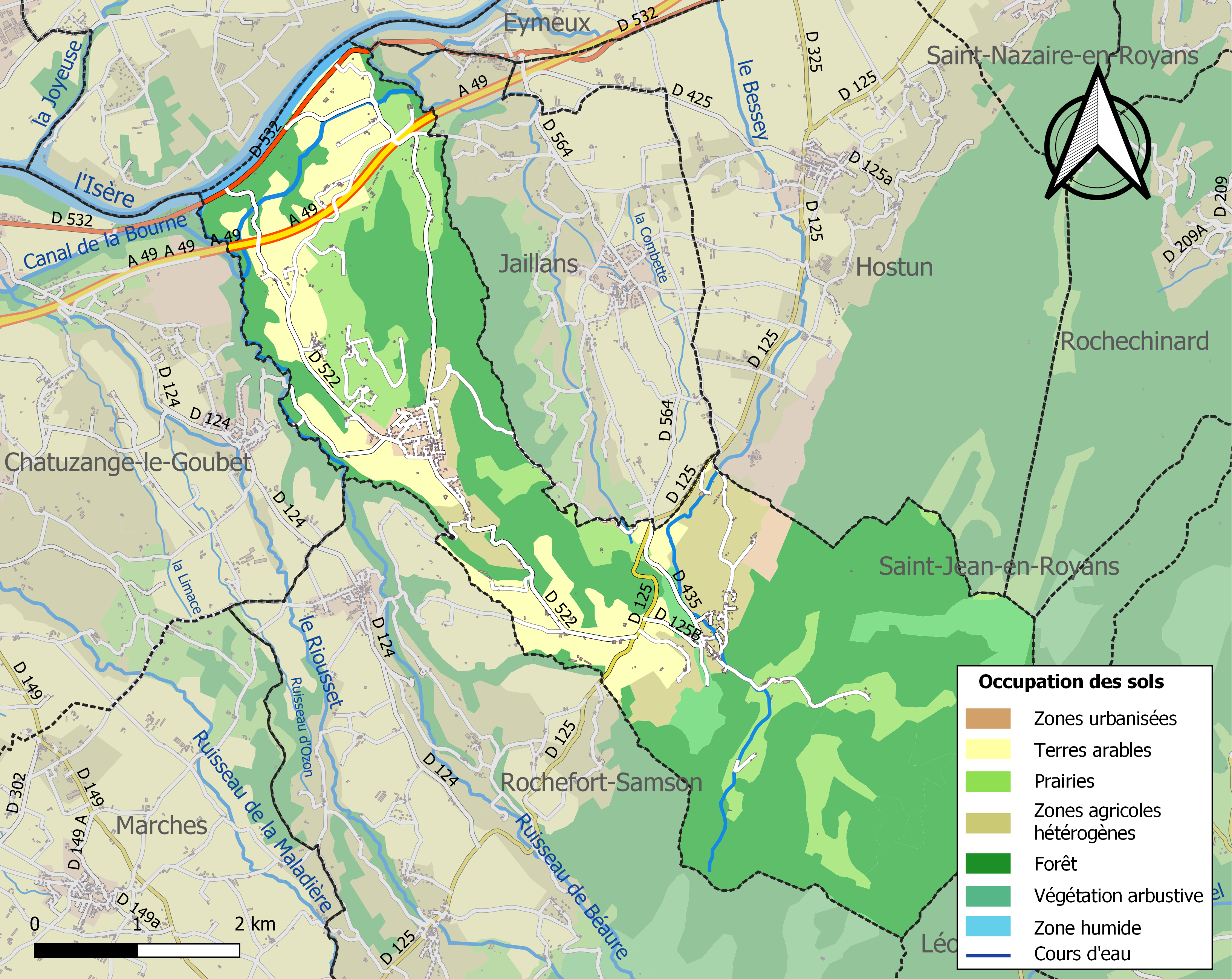
Carte des infrastructures et de l'occupation des sols de la commune en 2018 (CLC).

### Quartiers, hameaux et lieux-dits
Site Géoportail (carte IGN) :
- Bas Thiolet
- Bois Vert
- Blacheronde
- Cascade du Dégoutte-Eau
- Cessieux
- Champ Riant
- Croix de Saint-Gervais
- Haut Thiolet
- la Baraque
- la Bressonnière
- la Combe
- la Foriserie
- la Grainerie
- la Grand-Font
- la Grange (est)
- la Grange (ouest)
- la Jonchère
- la Morétière
- la Rochelle
- l'Écalon
- le Gazon
- le Moulin
- le Portail
- les Airettes
- les Baries
- les Brignes
- les Chaumats
- les Civières
- les Combes
- les Fonts Blanches
- les Genêtaies
- les Guichons
- les Marnes
- les Matras
- les Murettes
- les Picards
- les Reynauds
- les Rives
- les Saules
- les Sourdans
- les Taillis
- les Thevenons
- les Tourniers
- les Vachères
- les Véreires
- Meymans
- Pacalière
- Pacaud
- Pêcherot
- Sonnaize
- Source des Reynauds
- Tête d'Homme

### Morphologie urbaine
La mairie est située dans le village de Meymans.

### Voies de communication et transports
La commune est desservie par les routes départementales D 125 et D 125b, D 435, D 522 et D 532.
L'autoroute A49 traverse la commune mais les péages les plus proches sont situés sur la commune de La Baume-d'Hostun (au nord-est) et celle de Chatuzange-le-Goubet (au sud-ouest).

## Toponymie

### Attestations
Dictionnaire topographique du département de la Drôme :
- XIe siècle : de Bello Reguardo ; Belregard et Bel Regart (cartulaire de Romans, 78 ; 211 ; 478).
- 1088 : mention du mandement : mandamentum de Belregat (cartulaire de Romans, 193).
- 1155 : mention du mandement : mandamentum de Belregart (cartulaire de Romans, 346).
- 1207 : Belreguart (cartulaire de Bourg-lès-Valence, 32).
- 1210 : Bellum Reguardum (cartulaire de Bourg-lès-Valence, 38).
- 1277 : castrum de Bello Respectu (inventaire des dauphins, 8).
- 1295 : mention de l'église de la paroisse de Beauregard : ecclesia Sancti Nicholay de Bello Respectu (cartulaire de Léoncel, 273)
- 1450 : dominus de Belliregardi (archives de la Drôme, E 2140).
- XVe siècle : mention de l'église de la paroisse de Beauregard : cura Sancti Nicollay Belli Respectus (pouillé).
- 1891 : Beauregard, commune du canton de Bourg-de-Péage.

1920[réf. nécessaire] : Beauregard-Baret.

### Étymologie
Beauregard : forteresse ou village « beau à voir » ou disposant d'une « belle vue »[réf. nécessaire].
La deuxième partie de son nom viendrait d'un coteau boisé au nord-ouest du village, du gaulois barro « barre montagneuse, sommet linéaire »[réf. nécessaire].

## Histoire

### Préhistoire
- 8000 avant notre ère : témoignages préhistoriques à la Pierre Rousse[réf. nécessaire].
- 2000 avant notre ère : un four à bronze à la Bressonnière[réf. nécessaire].

### Antiquité: les Gallo-romains
La commune est sur le tracé de l'aqueduc qui va de Valcroissant à Die.

### Du Moyen Âge à la Révolution
Le château est cité en 1235[réf. nécessaire].
La seigneurie :
- Au point de vue féodal, Beauregard est une terre (ou seigneurie) du fief des dauphins.
- XIIIe siècle : elle est divisée en trois parts : les Ternieu, les Guélix, les Hostun.
- XVe siècle : acquise par les Forez-Copre.
- Fin XVIe siècle : passe (par mariage) aux Du Puy.
- Vers 1736 : passe (par héritage) aux Leriget de la Faye, derniers seigneurs.

1689 (démographie) : 280 familles.
XVIIIe siècle : une tradition populaire associe au village la figure de Louis Mandrin (1725-1755). La légende raconte que sa bande se serait arrêtée à la forge de Beauregard pour y faire ferrer ses chevaux à l'envers, et échapper ainsi aux hussards du roi[réf. nécessaire].
1789 (démographie) : 274 chefs de famille.
Avant 1790, Beauregard était une communauté de l'élection et subdélégation de Valence et du bailliage de Saint-Marcellin

Elle formait, avec celle de Crispalot, trois paroisses du diocèse de Valence : Beauregard, Jaillans et Meymans. La paroisse de Beauregard, en particulier, avait son église sous le vocable de Saint-Nicolas. Ses dîmes appartenaient au curé, et la cure était de la collation de l'évêque diocésain.

### De la Révolution à nos jours
En 1790, la commune est comprise dans le canton d'Hostun. La réorganisation de l'an VIII (1799-1800) la place dans celui de Bourg-de-Péage. La commune de Crispalot lui est rattachée dès 1820.
Une partie du territoire de l'ancienne commune de Crispalot (Les Matras, Pêcherot entre autres) a été intégrée à la commune de Beauregard. L'église, se trouvant sur la rive droite du ruisseau de la Béaure, en faisait partie. En revanche, la commanderie des moines s'est retrouvée sur Chatuzange-le-Goubet ; elle est rapidement tombée en ruine, les habitants du secteur prenant les pierres pour construire leurs maisons[réf. nécessaire].
En 1950, le village de Jaillans devient une commune distincte[réf. nécessaire].

## Politique et administration

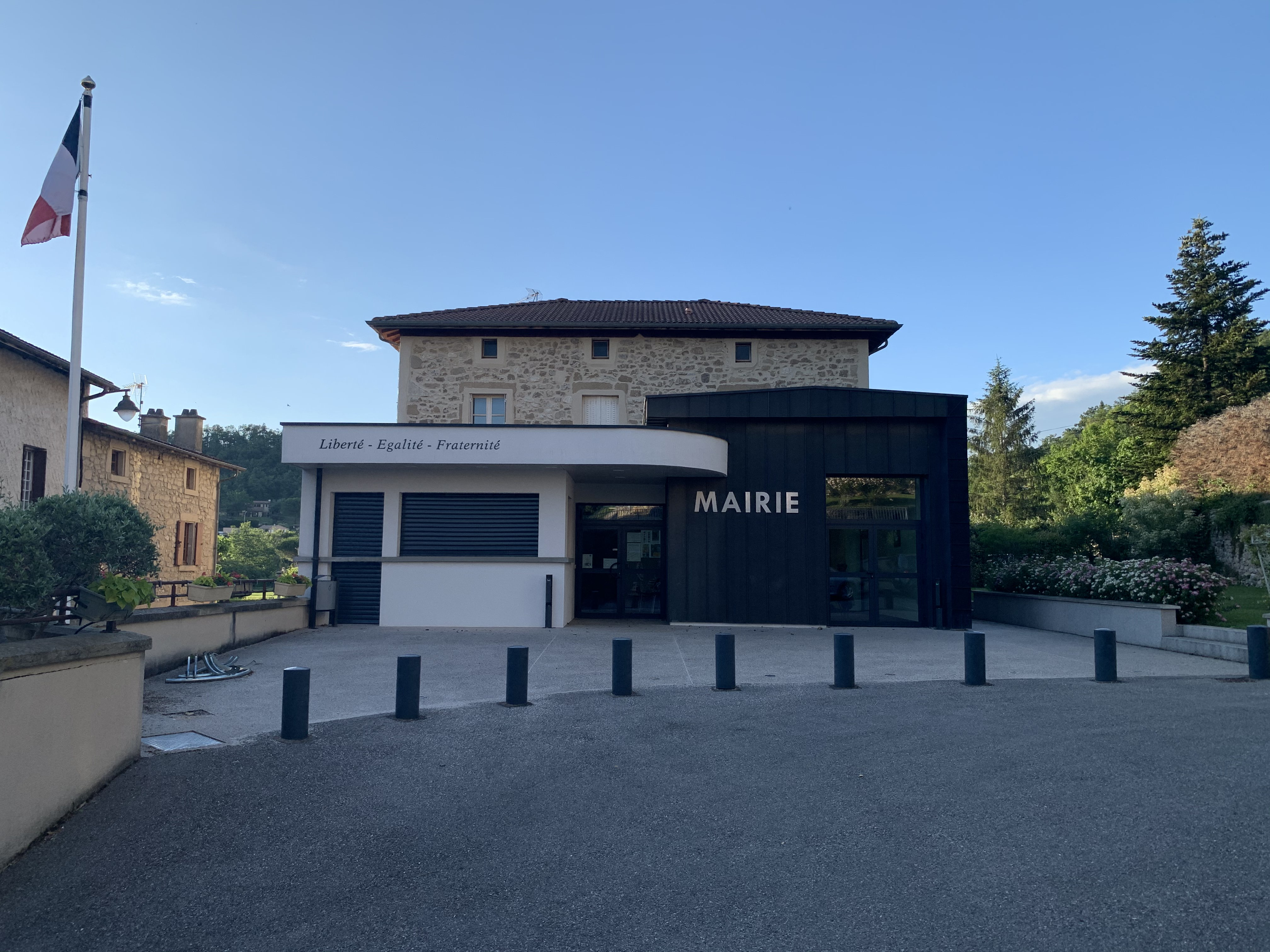
La mairie.

### Liste des maires
| Période                                                                      | Période                        | Identité                               | Étiquette        | Qualité           |
| ---------------------------------------------------------------------------- | ------------------------------ | -------------------------------------- | ---------------- | ----------------- |
| Les données manquantes sont à compléter. : de la Révolution au Second Empire |                                |                                        |                  |                   |
| 1790                                                                         | 1871                           | ?                                      |                  |                   |
| Les données manquantes sont à compléter. : depuis la fin du Second Empire    |                                |                                        |                  |                   |
| 1871                                                                         | 1874                           | ?                                      |                  |                   |
| 1874                                                                         | 1878                           | ?                                      |                  |                   |
| 1878                                                                         | 1884                           | ?                                      |                  |                   |
| 1884                                                                         | 1888                           | ?                                      |                  |                   |
| 1888                                                                         | 1892                           | ?                                      |                  |                   |
| 1892                                                                         | 1896                           | ?                                      |                  |                   |
| 1896                                                                         | 1900                           | ?                                      |                  |                   |
| 1900                                                                         | 1904                           | ?                                      |                  |                   |
| 1904                                                                         | 1908                           | ?                                      |                  |                   |
| 1908                                                                         | 1912                           | ?                                      |                  |                   |
| 1912                                                                         | 1919                           | ?                                      |                  |                   |
| 1919                                                                         | 1925                           | ?                                      |                  |                   |
| 1925                                                                         | 1929                           | ?                                      |                  |                   |
| 1929                                                                         | 1935                           | ?                                      |                  |                   |
| 1935                                                                         | 1945                           | ?                                      |                  |                   |
| 1945                                                                         | 1947                           | ?                                      |                  |                   |
| 1947                                                                         | 1953                           | ?                                      |                  |                   |
| 1953                                                                         | 1959                           | ?                                      |                  |                   |
| 1959                                                                         | 1965                           | ?                                      |                  |                   |
| 1965                                                                         | 1971                           | ?                                      |                  |                   |
| 1971                                                                         | 1977                           | ?                                      |                  |                   |
| 1977                                                                         | 1983                           | ?                                      |                  |                   |
| 1983                                                                         | 1989                           | André Reynaud                          |                  |                   |
| 1989                                                                         | 1995                           | André Reynaud                          |                  | maire sortant     |
| 1995                                                                         | 2001                           | André Reynaud                          |                  | maire sortant     |
| 2001                                                                         | 2005 (juin)                    | André Reynaud                          |                  | maire sortant     |
| 2005 (sept.) (élection ?)                                                    | 2008                           | Jean-Claude Revol                      |                  |                   |
| 2008                                                                         | 2014                           | Lionel Fournat                         | RS               | chef d'entreprise |
| 2014                                                                         | 2020                           | Lionel Fournat                         |                  | maire sortant     |
| 2020                                                                         | En cours (au 24 décembre 2021) | Christian Cottini[source insuffisante] | (sans étiquette) | retraité          |

### Rattachements administratifs et électoraux

#### Intercommunalité
- Jusqu'en 2013 : communauté de communes du canton de Bourg-de-Péage ;
- 2014-2016 : communauté d'agglomération Valence-Romans Sud Rhône-Alpes ;
- Depuis janvier 2017 : Valence Romans Agglo.

### Politique environnementale
La commune dispose d'une déchetterie et d'une station d'épuration.

### Finances locales
Finances locales de Beauregard-Baret de 2000 à 2018.

## Population et société

### Démographie

#### Évolution démographique
L'évolution du nombre d'habitants est connue à travers les recensements de la population effectués dans la commune depuis 1793. Pour les communes de moins de 10 000 habitants, une enquête de recensement portant sur toute la population est réalisée tous les cinq ans, les populations de référence des années intermédiaires étant quant à elles estimées par interpolation ou extrapolation. Pour la commune, le premier recensement exhaustif entrant dans le cadre du nouveau dispositif a été réalisé en 2007.

En 2022, la commune comptait 902 habitants, en évolution de +8,54 % par rapport à 2016 (Drôme : +2,64 %, France hors Mayotte : +2,11 %).
| 1793  | 1800  | 1806  | 1821  | 1831  | 1836  | 1841  | 1846  | 1851  |
| ----- | ----- | ----- | ----- | ----- | ----- | ----- | ----- | ----- |
| 1 400 | 1 376 | 1 570 | 1 615 | 1 651 | 1 636 | 1 622 | 1 679 | 1 665 |

| 1856  | 1861  | 1866  | 1872  | 1876  | 1881  | 1886  | 1891  | 1896  |
| ----- | ----- | ----- | ----- | ----- | ----- | ----- | ----- | ----- |
| 1 676 | 1 715 | 1 630 | 1 573 | 1 568 | 1 392 | 1 342 | 1 284 | 1 231 |

| 1901  | 1906  | 1911  | 1921 | 1926 | 1931 | 1936 | 1946 | 1954 |
| ----- | ----- | ----- | ---- | ---- | ---- | ---- | ---- | ---- |
| 1 250 | 1 170 | 1 109 | 944  | 886  | 882  | 816  | 861  | 415  |

| 1962 | 1968 | 1975 | 1982 | 1990 | 1999 | 2006 | 2007 | 2012 |
| ---- | ---- | ---- | ---- | ---- | ---- | ---- | ---- | ---- |
| 441  | 364  | 321  | 429  | 504  | 543  | 721  | 745  | 804  |

| 2017 | 2022 | - | - | - | - | - | - | - |
| ---- | ---- | - | - | - | - | - | - | - |
| 854  | 902  | - | - | - | - | - | - | - |

#### Pyramide des âges
La population de la commune est relativement jeune.
En 2018, le taux de personnes d'un âge inférieur à 30 ans s'élève à 36,1 %, soit au-dessus de la moyenne départementale (33,9 %). À l'inverse, le taux de personnes d'âge supérieur à 60 ans est de 22,4 % la même année, alors qu'il est de 27,9 % au niveau départemental.
En 2018, la commune comptait 440 hommes pour 423 femmes, soit un taux de 50,98 % d'hommes, largement supérieur au taux départemental (48,45 %).
Les pyramides des âges de la commune et du département s'établissent comme suit.
| Hommes | Classe d’âge | Femmes |
| ------ | ------------ | ------ |
| 0,0    | 90 ou +      | 0,2    |
| 4,4    | 75-89 ans    | 6,4    |
| 18,8   | 60-74 ans    | 15,0   |
| 20,0   | 45-59 ans    | 23,8   |
| 20,0   | 30-44 ans    | 19,1   |
| 14,7   | 15-29 ans    | 13,1   |
| 22,1   | 0-14 ans     | 22,2   |

| Hommes | Classe d’âge | Femmes |
| ------ | ------------ | ------ |
| 0,8    | 90 ou +      | 2      |
| 8      | 75-89 ans    | 10,3   |
| 17,9   | 60-74 ans    | 18,7   |
| 20,3   | 45-59 ans    | 19,9   |
| 18     | 30-44 ans    | 18     |
| 16,2   | 15-29 ans    | 14,2   |
| 18,9   | 0-14 ans     | 17     |

### Enseignement
Beauregard-Baret relève de l'académie de Grenoble. Cette dernière est supervisée par l'inspection départementale de l'Éducation nationale.
L'enseignement primaire est assuré dans deux sites différents : l'école du village de Beauregard accueille les élèves jusqu'en CE1 et celle du village de Meymans les CE2-CM1-CM2.
- En 2008-2009, la première accueillait 18 enfants et la seconde 35.

### Santé
- La commune dispose d'un service d'infirmière à domicile[réf. nécessaire].

### Manifestations culturelles et festivités
- Fête communale : dimanche qui précède le 24 juin / À Meymans : fête communale (Septuagésime), fête patronale (Sainte-Anne)[14].
- La fête des Laboureurs est organisée lors du week-end de Rameaux. Un couple de la commune est désigné chaque année pour la présider. Les festivités comprennent une messe le dimanche matin suivie d'un apéritif aux bugnes et au foujou (gourmandises locales) et d'un banquet dans la salle communale de Meymans. Le tout s'achève lors de la soupe à l'oignon du lundi soir[réf. nécessaire].
- La soupe au lard de la Saint-Jean a lieu chaque année mi-juin[réf. nécessaire].
- L'Amicale laïque organise divers événements annuels : loto (fin janvier), tombola, etc.[réf. nécessaire].

#### Loisirs
- Le Club de l'Âge d'or anime la vie des anciens des deux villages[réf. nécessaire].
- Randonnées : GR de Pays du Tour des Monts du Matin[1].

### Sports
- Le Tennis Club de Beauregard-Baret gère le court de tennis du village de Beauregard. Depuis 1988, il organise un tournoi inter-membres, des cours d'apprentissage hebdomadaires et des stages découverte.
- Terrain multi-sport au village de Meymans.

### Médias
La commune est située sur l'aire de diffusion de Ici Drôme Ardèche, une radio publique également diffusée sur tout le territoire du département de la Drome et de l'Ardèche.

## Économie

### Agriculture
En 1992 : pâturages (bovins, caprins), céréales.
L'agriculture continue d'occuper plusieurs dizaines d'actifs des deux villages. L'élevage de bovins et de caprins se pratique sur les estives du piémont du Vercors, à l'extrémité orientale de la commune.
La majeure partie du finage est vouée à la culture céréalière, dans le prolongement de la plaine valentinoise (blé, maïs, orge, sorgho, colza, etc.)[réf. nécessaire].

### Commerce
L'unique commerce de la commune est une pizzeria-grill située à l'entrée du village de Meymans. Le dernier des trois cafés existant dans les années 1950 a fermé. Les Beauregardois sont donc contraints de s'approvisionner dans les villages environnants et dans l'agglomération de Romans-Bourg-de-Péage, distante d'une dizaine de kilomètres[réf. nécessaire].

### Industrie
La carrière.
Le village a bénéficié jusqu'aux années 1960 de l'extraction de silice et de kaolin dans les montagnes de Musan. Si celle-ci se poursuit dans les communes voisines d'Hostun et de Rochefort-Samson, le site de Beauregard est devenu une friche industrielle. Depuis quelques années, les projets se multiplient autour de l'ancien espace de stockage et de la carrière à ciel ouvert qui occupent de vastes espaces à proximité directe du village, sans qu'aucun ne se soit concrétisé[réf. nécessaire].

### Entreprises
Le Bulletin édité en janvier 2009 par la municipalité recensait 10 PME, presque toutes des entreprises individuelles. Le secteur du bâtiment et de l'habitat prédomine (maçonnerie, charpenterie, chauffage, aménagements intérieurs). Il y a aussi un taxidermiste et un artisan taxi.

### Tourisme
La commune dispose d'un gîte équestre.

### Emploi
En raison du faible nombre d'emplois proposés dans la commune, la grande majorité des actifs travaille en dehors, notamment dans les villes de Romans-sur-Isère et de Bourg-de-Péage. En sens inverse, des habitants de ces agglomérations sont de plus en plus nombreux à choisir de s'installer dans cette commune et ses voisines et à accomplir des mouvements pendulaires quotidiens vers leurs lieux de travail[réf. nécessaire].

## Culture locale et patrimoine

### Lieux et monuments
- Vestiges du château de Beauregard (cité en 1235), en bois sur fondations en pierre, qui a brûlé en 1890[réf. nécessaire].
- Château de la Jonchère : façade Renaissance[14].

Porte en tiers-point, logis flanqué d'une tour au nord.
- Église Sainte-Anne de Meymans : très belle église romane fortifiée au XIVe siècle et surmontée d'un chemin de ronde qui fait le tour du toit de la nef[réf. nécessaire].
- Église Saint-Nicolas de Beauregard du XIXe siècle[14].
- Cimetière ancien découvert à Meymans en 1960[réf. nécessaire].
- Un drapeau de l'Ancien Régime en soie peinte, classé Monument historique, est conservé à la mairie. Retrouvé lors de la préparation des fêtes du Bicentenaire de la Révolution française, il porte à la fois les symboles royaux traditionnels (fleurs de lys et dauphins) et une devise révolutionnaire : « Pour la Nation, la Loi et le Roi »[réf. nécessaire].

### Patrimoine culturel
- L'association Mey-Beau'S arts en Baret protège et fait connaître le patrimoine local[26].

### Patrimoine naturel
- Un gouffre (montagne de Mussan)[1].
- Flore remarquable : lys martagon, jonquilles, gentiane blanche, grande astrance, aconit vénéneux, nivéole de printemps ainsi que de nombreuses variétés d'orchidées dont l'ophrys drômois ou Miroir de Vénus unique en France[réf. nécessaire].

### Personnalités liées à la commune
- Philippe Jaccottet (1925-2021) : poète suisse qui a composé en 1981 le texte Beauregard sous l'inspiration du panorama de la combe du village[réf. nécessaire].

### Héraldique
| Armes de Beauregard-Baret | Le blason de Beauregard-Baret se blasonne ainsi : D'or au chef émanché d'azur de trois pièces. |